# Timoléon Auguste Sydney Taillefer
Pour les articles homonymes, voir Taillefer.
Timoléon Louis Auguste Horace Sydney Taillefer est un homme politique français né le 27 décembre 1802 à Domme (Dordogne) et mort le 25 mars 1868 à Paris.

## Biographie
Timoléon Taillefer est le troisième enfant du conventionnel Jean Guillaume Taillefer et Françoise Andrieu, après deux filles, Colombe Taillefer et Antigone Taillefer. Timoléon Taillefer a fait ses études à Domme, à l'école de Pierre Jean Bar, à partir du 15 avril 1807. 
Son père quitte la politique après le coup d'État du 18 Brumaire et doit quitter la France après la promulgation de la loi contre les régicides. Il s"exile en Suisse, puis aux Pays-Bas et en Louisiane. Il est autorisé à rentrer en France le 21 janvier 1819. 
Il fait peut-être ses études secondaires à Sarlat. Il a fait ses études de médecine à Paris. Il a présenté sa thèse de doctorat à la faculté de médecine de Paris le 16 juin 1826. ,
Avec un ami également médecin, Baptiste Auguste Peyrounnenc, né à Sarlat le 28 vendémiaire an IX (20 octobre 1800, il veut aller faire fortune en Colombie. Ils ont écrit à la Société de géographie, lettre lue le 6 juillet 1827, pour obtenir des conseils et des instructions. Timoléon Tailler envoie en 1827 à la Société de géographie un manuscrit Voyage à la côte de Colombie avec la relation des derniers évènements, suivi d'un aperçu sur l'état actuel, commercial et politique de cette république. Il écrit à sa mère le 29 novembre 1827 depuis Carthagène des Indes. Ayant constaté qu'il ne pouvait pas faire fortune en Colombie, il rentre en France, au château de Costecalve, à Cénac-et-Saint-Julien. Jean-Baptiste Peyrounnenc est rentré en France un peu plus tard et s'est installé à Sarlat où il a été médecin et conseiller général en 1858 jusqu'à sa mort le 8 mars 1860.
Il s'installe comme médecin à Cénac. Il se marie avec Clémence Félicie Record, âgée de 18 ans, fille de l'avocat de Sarlat Jean-Baptiste Record, le 20 juin 1831. Après le décès de son père, en 1835, il s'est installé à Costecalve.
Il va commencer sa carrière politique en étant maire de Domme entre décembre 1830, après la révolution de 1830, et 1836. Il va se trouver à rétablir l'ordre à la suite des troubles provoqués par l'avocat Jean-Baptiste-Jacques Vielmon le 5 septembre 1830 à la suite de la formation de la garde nationale. La garde nationale de Domme est dissoute par le préfet de la Dordogne, Marquet de Norvins le 27 septembre 1830. Une nouvelle élection à la garde nationale, le 10 février 1831, choisit comme capitaine Folioleau, neveu de Taillefer. En 1836, Pierre Pontou, le cousin de Taillefer par alliance, est nommé maire de Domme et le reste jusqu'en 1839.

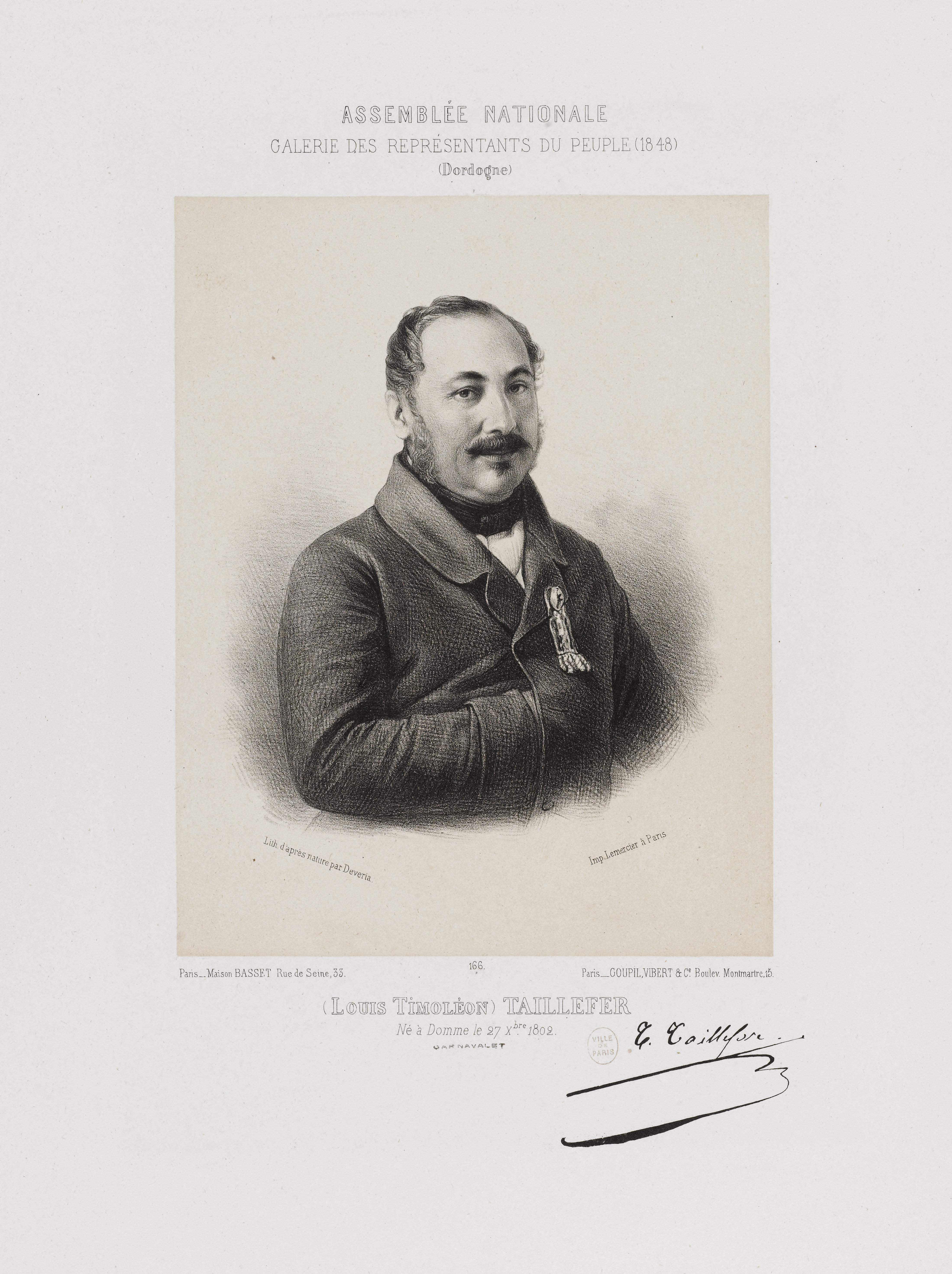
Assemblée nationale : Galerie des Représentants du Peuple (1848) Dordogne : Louis Timoléon Taillefer, par Achille Devéria

Conseiller général du canton de Domme en 1839, il est député de la Dordogne de 1846 à 1848, siégeant dans l'opposition libérale à la monarchie de Juillet. À la suite de la révolution française de 1848, pour laquelle il se fait représenté par Ignace-François Bonhommé, il est réélu comme représentant du peuple à la Constituante (23 avril 1848 - 26 mai 1849) où il siège au comité des finances. Il vote avec les partisans du général Cavaignac :
- pour le bannissement de la famille d'Orléans,
- contre l'abolition de la peine de mort,
- contre l'impôt progressif,
- pour les poursuites contre Louis Blanc,
- contre l'amendement présenté par Jules Grévy supprimant la fonction de président de la République,
- contre la sanction de la constitution par le peuple,
- pour la proposition de Jean-Pierre Rateau prévoyant la dissolution de l'assemblée constituante de 1848. Cette proposition adoptée en janvier 1849 a entraîné l'élection di 13 mai 1849,
- pour l'interdiction des clubs politiques,
- pour la campagne de Rome contre la République romaine proclamée le 9 février 1849. Le corps expéditionnaire français commandé par le général Nicolas Oudinot met le siège devant Rome défendu par les légionnaires de Giuseppe Garibaldi. La ville est prise par les troupes françaises le 3 juillet 1849. Le pape revient à Rome en 1850.

Pendant les journées de juin 1848, il fait partie de la délégation chargée d'apporter les propositions de paix aux faubourgs Saint-Antoine et du Temple. Il est blessé au bras par une balle perdue. En juillet 1848 il a déposé une proposition de loi pour créer dans chaque commune une caisse de prévoyance pour les années de disette et de crise industrielle au profit des classes ouvrières, mais sans succès. Il est battu à l'élection du 13 mai 1849.
Il succède à Louis Mie à la présidence du conseil général de la Dordogne en novembre 1848.
Rallié au coup d’État du 2 décembre 1851, il est député de la Dordogne de 1852 à 1868, siégeant dans la majorité soutenant le Second Empire et prenant part aux discussions :
- il propose de nouveau de créer une caisse communale contre la disette en 1855,
- il critique le rétablissement de la noblesse en 1858,
- il présente un plan de colonisation de la Cochinchine en 1863.

Il meurt à Paris d'une crise cardiaque le 25 mars 1868. Ses obsèques ont eu lieu à Domme le 27 mars en présence d'une foule nombreuse.

## Famille
- Jean-Baptiste Taillefer(1724-1785), médecin, marié avec Marie Antoinette Delbos née en 1731, fille de Jean Maleville (1697-1767) et de Toinette Delbos (1711-1796), cousine de Jacques de Maleville, 
  - Jean Guillaume Taillefer marié à Françoise Andrieu (1779-1863),
    - Colombe Taillefer mariée à Folioleau, percepteur à Domme,
    - Antigone Taillefer mariée à Jean Lasserre, médecin qui est mort en 1835,
    - Timoléon Taillefer marié à Clémence Félicie Record (1813-1867),
      - Manuel Taillefer, né le 12 juin 1832, qui reste à Costecalve,
      - François Joseph Oswald Taillefer, né le 19 septembre 1836 mort en le 27 décembre 1908 à Cénac, qui est entré à l'École navale en novembre 1852, fait son premier tour du monde en 1853, il quitte la Marine nationale avec le grade de lieutenant de vaisseau. Il est fait chevalier de la Légion d'honneur le 27 juillet 1862[6] pour s'installer en Indochine où il a créé un grand domaine. Il rentre en France après le décès de son père. Il s'est marié en 1872 avec Antoinette Meilhodon,
        - Catherine Taillefer,
        - Pierre Taillefer (1875-1894),

      - Marie-Colombe Taillefer (1854-1935).

  - Jean-Baptiste Taillefer (1764-1809) marié en 1797 avec Victoire Delbos de Bonnery (1769-1854) veuve de Jean-Jacques de Milhac,
    - Auguste Louis Taillefer (1797-1869)

## Publications
- Projet de constitution de la pairie nouvelle, Paris, Lebègue imprimeur-libraire/Delaunay et Levavasseur libraires, 1831, 24 p. (lire en ligne)
- De la démocratie en France et de la réforme électorale, Périgueux, Imprimerie Dupont, 1839, 25 p. (lire en ligne).
- La France et l'Europe. Système défensif. Amélioration du sort de l'armée, Paris, Chez Delaunay, 1841, 104 p. (lire en ligne)

## Sources
- « Timoléon Auguste Sydney Taillefer », dans Adolphe Robert et Gaston Cougny, Dictionnaire des parlementaires français, Edgar Bourloton, 1889-1891 [détail de l’édition]